# Тюмень (Кировская область)
Тюмень — деревня в Оричевском районе Кировской области в составе Спас-Талицкого сельского поселения.

## География
Расположена у южной окраины поселка  Лёвинцы.

## История
Известна с 1671 года как займище Якушка Коновалова с 1 двором, в 1764 году уже 50 жителей. В 1873 году здесь (займище Якова Коновалова или Тюмень) дворов 15 и жителей 113, в 1905  33 и 190, в 1926 (деревня Тюмень или Якова Коновалова) 36 и 164, в 1950 22 и 54, в 1989 оставался 1 постоянный житель.  Ныне имеет дачный характер.

## Население
Постоянное население составляло 3 человека в 2002 году, 0 в 2010.